# Спасское (Мценский район)
Спасское — село в Мценском районе Орловской области России. Входит в состав Протасовского сельского поселения.

## География
Село находится в северной части Орловской области, в лесостепной зоне, в пределах центральной части Среднерусской возвышенности, на левом берегу реки Лисицы (приток Оки), на расстоянии примерно 18 километров (по прямой) к юго-западу от города Мценска, административного центра района. Абсолютная высота — 194 метра над уровнем моря.
Климат характеризуется как умеренно континентальный с умеренно морозной зимой и теплым, иногда жарким летом. Средняя многолетняя температура самого холодного месяца — января, составляет −9,4°С, температура самого теплого +19°С.
Часовой пояс
Село Спасское, как и вся Орловская область, находится в часовой зоне МСК (московское время). Смещение применяемого времени относительно UTC составляет +3:00.

## Население
| 2010 |
| ---- |
| 30   |

Половой состав
По данным Всероссийской переписи населения 2010 года в гендерной структуре населения мужчины составляли 46,7 %, женщины — соответственно 53,3 %.
Национальный состав
Согласно результатам переписи 2002 года, в национальной структуре населения русские составляли 86 % из 52 чел.

## Инфраструктура
Действует фельдшерско-акушерский пункт.

## Улицы
Уличная сеть села состоит из одной улицы (Производственная).